# Station Frankfurt (Oder)
Het station Frankfurt (Oder) (Duits: Bahnhof Frankfurt (Oder)) is het grootste treinstation van de Duitse stad Frankfurt (Oder).
Het eerste station werd geopend in oktober 1842. Vanaf dat moment had Frankfurt een spoorverbinding met Berlijn, via de Niederschlesisch-Märkische Eisenbahn. In de jaren erna werd dit spoor verlengd naar Guben en Wrocław. Ook kwamen er verbindingen met Kostrzyn nad Odrą (Küstrin), Poznań, Cottbus en Eberswalde.
In de begintijd van het station kon men per paardenomnibus in het deel van de stad aan de andere kant van de Oder komen (het huidige Słubice). In 1898 werd Frankfurt voorzien van een tram.
Tussen 1922 en 1924 werd er een nieuw stationsgebouw gebouwd en het oude gesloopt. Het stationsgebouw dat toen werd gebouwd, is anno 2024 nog steeds in gebruik. Van 1998 tot 2003 werd het station verbouwd.

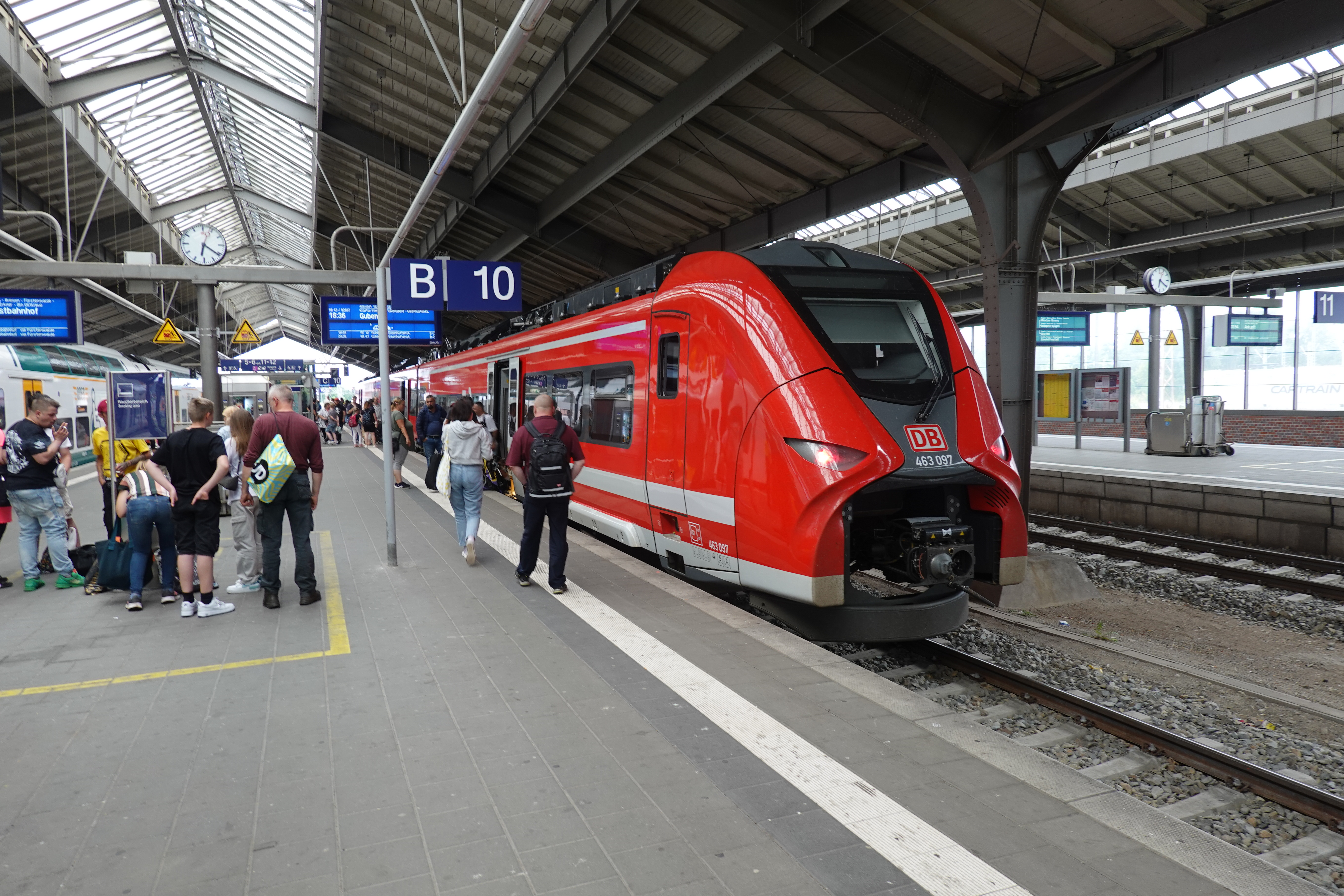
Trein en perrons van het station